# 桑山敬己
桑山 敬己（くわやま たかみ、1955年 - ）は、日本の文化人類学者。専門は文化人類学・民俗学。姓は桒山と表記されることもある。
米国ヴァージニア・コモンウェルス大学助教授、創価大学助教授、北海道大学大学院文学研究科教授を経て、現在、関西学院大学社会学部教授。東京生まれ。

## 学歴
- 1978年  東京外国語大学外国語学部英米語学科卒業
- 1982年　東京外国語大学大学院地域研究科修士課程修了
- 1989年 カリフォルニア大学ロサンゼルス校博士課程修了

## 論文
- 「アメリカの人類学の教科書と日本人像」NEWSLETTER 文化人類学、1996年

## 共著
- 『異文化とのかかわり』川島書店、1987年
- 『比較文化とは何か』第三文明社、1999年
- 『よくわかる文化人類学』綾部恒雄共著　ミネルヴァ書房、2006年
- 『グローバル化時代をいかに生きるか』韓敬九共著、平凡社、2008年

## 翻訳
- ジョイ・ヘンドリー（Joy Hendry）著『社会人類学入門―異民族の世界』 法政大学出版局、2002年